# Balthazar De Polhes
Balthazar Alban Gabriel de Polhes barone Polhès (Béziers, 6 dicembre 1813 – Parigi, 6 maggio 1904) è stato un generale francese.

## Biografia

### I primi anni e le esperienze in Algeria e Crimea
Nato a Béziers (nell'Hérault) il 6 dicembre 1813, Balthasar de Polhes nacque in un'antica famiglia francese di rango baronale. Dopo aver frequentato l'École spéciale militaire de Saint-Cyr ne uscì col grado di sottotenente il 1 ottobre 1832. Si imbarcò col suo reggimento per l'Algeria ove il 26 aprile 1837 venne promosso al grado di tenente e venne poco dopo inviato per due spedizioni a Costantina nelle quali ebbe modo di distinguersi. Nel 1840, prese parte ad una spedizione a Miliana, e poi sul colle di Mouzaia. Ferito il 12 maggio, venne promosso al grado di capitano il 21 giugno successivo. Tornò in Francia l'anno successivo dove venne destinato alla funzione di ufficiale d'ordinanza e divenne capo di battaglione il 22 settembre 1847.
Ufficiale della Legion d'onore per i meriti guadagnatisi sul campo dopo gli eventi del giugno del 1848, de Polhes tonò in Algeria, nella provincia di Oran, col suo nuovo reggimento, nel 1851, dove prese parte a diverse altre spedizioni militari. Tenente colonnello del 25º reggimento di fanteria leggera il 20 dicembre 1853, lasciò la provincia di Algeri per raggiungere l’armée d'Orient. Venne promosso colonnello del 3º reggimento zuavi sul campo, sotto le mura di Sebastopoli, il 21 marzo del 1853, poco dopo il suo arrivo in Crimea.
Nel giugno del 1855, durante la battaglia di Mamelon-Vert, quando il colonnello Rosé si impadronì di una batteria, attaccò il fianco sinistro protetto dal colonnello de Brancion. La resistenza fu tremenda; i russi lottarono disperatamente. Fu in quell'occasione che il colonnello Brancion imbracciò la bandiera francese e si pose alla testa dei suoi uomini, perché vedendola nessuno si tirasse indietro. Polhes prese quindi parte alla battaglia di Traktir (18 agosto 1855) dove si scontrò pesantemente coi russi in uno scontro alla baionetta. Venne ferito durante carica degli zuavi e ottenne una nota di merito.
Il colonnello de Polhes condusse il suo reggimento per il resto della guerra e lo riportò a Parigi dove, l'8 ottobre 1857, ricevette la croce di commendatore della Legion d'onore.

### La seconda guerra d'indipendenza italiana
Nel 1859 prese parte alla seconda guerra d'indipendenza italiana in aiuto dei piemontesi contro l'Austria. Il 12 marzo 1859 venne promosso generale ed ottenne il comando in Italia della 2ª brigata del 2º corpo d'armata, agli ordini diretti del generale Patrice de Mac-Mahon. Dopo un primo assembramento ad Alessandria, il 20 maggio prese parte alla battaglia di Montebello, spostandosi poi sull'asse Novara-Milano, combattendo nella battaglia di Boffalora ed in quella di Magenta (rispettivamente il 3 e 4 giugno), dove gli austriaci vennero sconfitti e ripiegarono dapprima su Milano e poi verso Verona e Mantova. L'8 giugno entrò con Napoleone III a Milano. Il 23 giugno, prese parte alla battaglia di Solferino, sempre contro gli austriaci, trionfando ancora una volta, sino alla pace di Villafranca.

### La terza guerra d'indipendenza italiana
Nel 1867, quando Garibaldi decise di completare l'unificazione nazionale conquistando anche Roma, rovesciando così il potere temporale del papato, ottenne il comando delle truppe francesi incaricate di assistere lo Stato Pontificio in virtù del gallicanesimo, affiancando il comandante delle truppe pontificie, generale Hermann Kanzler, con 2000 uomini. Si distinse particolarmente nella battaglia di Mentana dove coordinò le proprie truppe con quelle pontificie dove, malgrado la superiorità numerica dei garibaldini, potentemente assistiti da elementi dell'esercito regolare piemontese travestiti da camicie rosse, ne respinse l'assalto, costringendoli a rinunciare al proprio piano di conquista della Capitale.

### La guerra franco prussiana
Promosso al rango di maggiore generale il 27 febbraio 1868, venne nominato capo della divisione militare di stanza a Bourges dal 3 febbraio 1869. Con questo ruolo prese parte alla guerra contro la Prussia dal 19 luglio 1870. Il 21 settembre venne chiamato a rafforzare la difesa di Orléans con i suoi fucilieri algerini per poi venire assegnato alla difesa dei dipartimenti di Loiret-Cher, Loiret, Yonne e Aube. Per la mancanza di decisioni da parte del comando superiore o per la mancanza di un adeguato coordinamento, il generale si attirerà poi delle critiche alla fine della guerra.

### Gli ultimi anni
Il generale de Polhes si licenziò dall'esercito il 2 novembre 1870 per una grave malattia agli occhi che gli richiese il riposo più completo, ma questo fatto venne visto da molti come una punizione. Ritornato in servizio il 20 febbraio 1871, si dedicò alla formazione di sei reggimenti provvisori di fanteria a Versailles.
Il generale de Polhes venne posto definitivamente in riserva il 3 maggio 1878 ed ammesso infine alla pensione dal 22 gennaio 1879. Trascorse il resto dei suoi anni nella sua villa a Vésinet che occupava durante la stagione estiva e nella sua abitazione parigina al n.17 al boulevard du Midi (attuale boulevard president-Roosevelt). Morì a Parigi il 6 maggio 1904, all'età di 90 anni.